# Villanueva del Arzobispo
Villanueva del Arzobispo er en by og kommune i det sydlige Spanien i provinsen Jaén. Den har et indbyggertal på 7.753 (2024) indbyggere.